# Lista kraterów uderzeniowych w Europie
Lista kraterów uderzeniowych w Europie. Zestawienie obejmuje wszystkie potwierdzone struktury pochodzenia impaktowego w Europie wymienione w bazie Earth Impact Database według stanu w dniu 7 maja 2015, w przypadku zgrupowań małych kraterów (jak na Morasku w Polsce) wymieniony jest największy z nich. 
Większość kraterów w Europie jest położona w obrębie starych tarcz kontynentalnych, jak tarcza bałtycka lub tarcza ukraińska, na których zapis zjawisk geologicznych jest najdłuższy.

## Potwierdzone kratery uderzeniowe

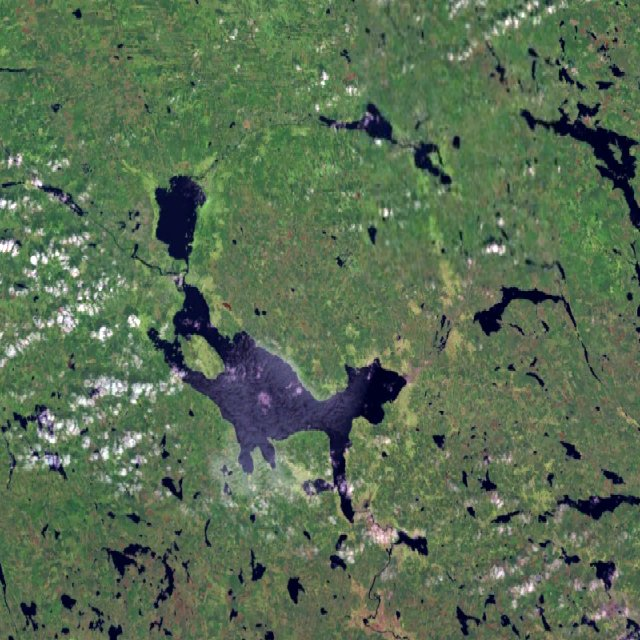
Zdjęcie satelitarne krateru i jeziora Siljan

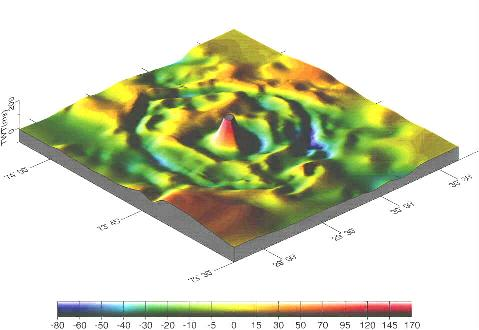
Obraz sejsmiczny krateru Mjølnir

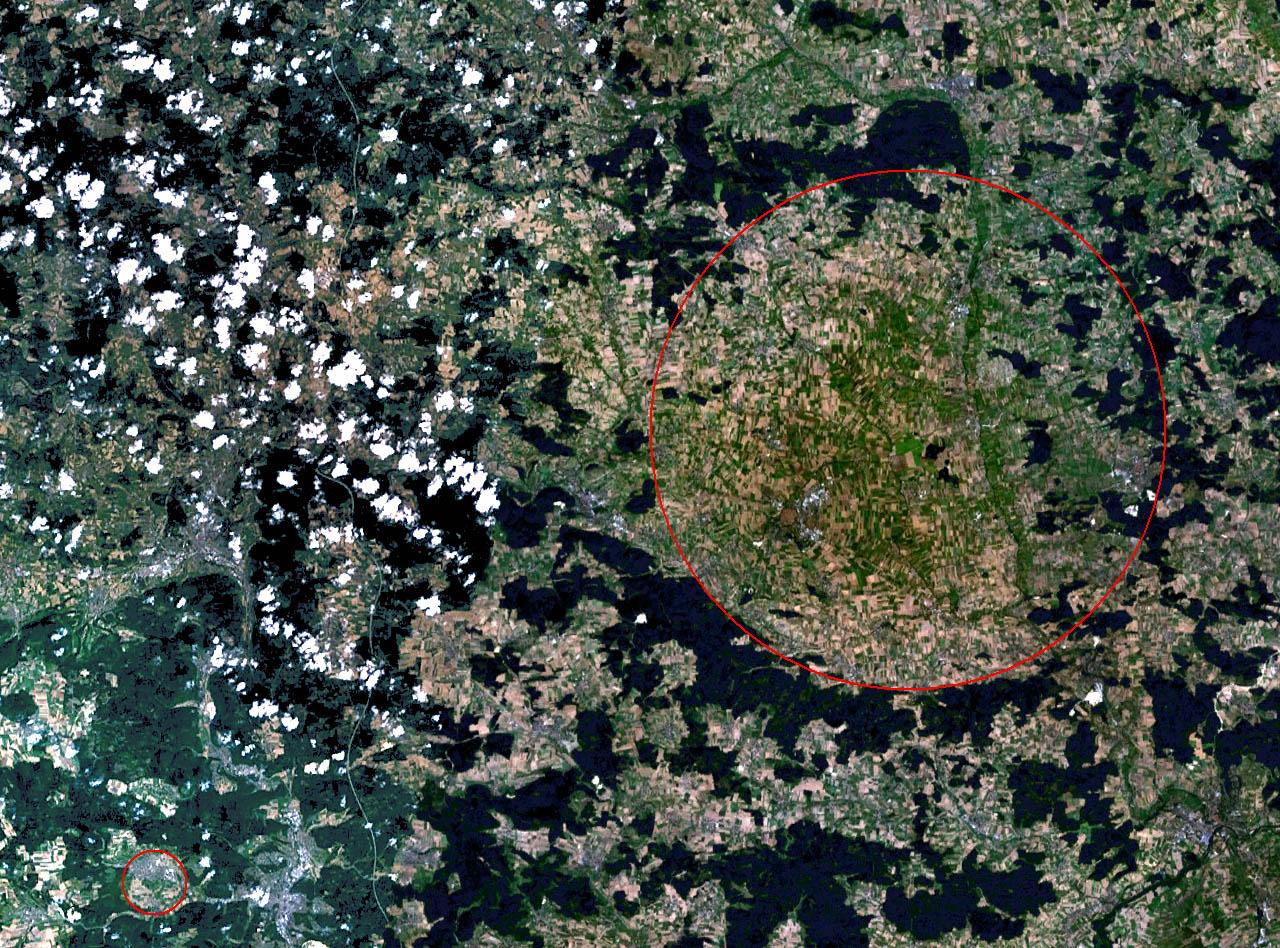
Kratery Steinheim i Nördlinger Ries

| Nazwa            | Położenie                           | Średnica (km) | Wiek (miliony lat) | Współrzędne geograficzne                |
| ---------------- | ----------------------------------- | ------------- | ------------------ | --------------------------------------- |
| Kara             | Nieniecki Okręg Autonomiczny, Rosja | 65            | 70,3 ± 2,2         | 69°06′N 64°09′E/69,100000 64,150000     |
| Siljan           | Dalarna, Szwecja                    | 52            | 376,8 ± 1,7        | 61°02′N 14°52′E/61,033333 14,866667     |
| Puczeż-Katunski¹ | Obwód niżnonowogrodzki, Rosja       | 40            | 167 ± 3            | 56°58′N 43°43′E/56,966667 43,716667     |
| Mjølnir          | Morze Barentsa, Norwegia            | 40            | 142,0 ± 2,6        | 73°48′N 29°40′E/73,800000 29,666667     |
| Keurusselkä      | Finlandia                           | 30            | <1800              | 62°08′N 24°36′E/62,133333 24,600000     |
| Kamieńsk         | Obwód rostowski, Rosja              | 25            | 49                 | 48°21′N 40°30′E/48,350000 40,500000     |
| Nördlinger Ries  | Bawaria, Niemcy                     | 24            | 15,1 ± 0,1         | 48°53′N 10°34′E/48,883333 10,566667     |
| Bołtysz          | Obwód kirowohradzki, Ukraina        | 24            | 65,17 ± 0,64       | 48°54′N 32°15′E/48,900000 32,250000     |
| Rochechouart     | Francja                             | 23            | 214 ± 8            | 45°49′27″N 0°46′54″E/45,824167 0,781667 |
| Lappajärvi       | Finlandia                           | 23            | 77,85 ± 0,78       | 63°12′N 23°42′E/63,200000 23,700000     |
| Obołoń           | Obwód połtawski, Ukraina            | 20            | 169 ± 7            | 49°35′N 32°55′E/49,583333 32,916667     |
| Dellen           | Gävleborg, Szwecja                  | 19            | 89,0 ± 2,7         | 61°48′N 16°48′E/61,800000 16,800000     |
| Suawjarwi        | Karelia, Rosja                      | 16            | ~2400              | 63°07′N 33°23′E/63,116667 33,383333     |
| Łohojski         | Obwód miński, Białoruś              | 15            | 42,3 ± 1,1         | 54°12′N 27°48′E/54,200000 27,800000     |
| Kałuski          | Obwód kałuski, Rosja                | 15            | 380 ± 5            | 54°30′N 36°12′E/54,500000 36,200000     |
| Janisjarwi       | Karelia, Rosja                      | 14            | 700 ± 5            | 61°58′N 30°55′E/61,966667 30,916667     |
| Ternowka         | Obwód dniepropetrowski, Ukraina     | 11            | 280 ± 10           | 48°08′N 33°31′E/48,133333 33,516667     |
| Paasselkä        | Finlandia                           | 10            | <1800              | 62°02′N 29°05′E/62,033333 29,083333     |
| Karła            | Tatarstan, Rosja                    | 10            | 5 ± 1              | 54°55′N 48°02′E/54,916667 48,033333     |
| Lumparn          | Wyspy Alandzkie, Finlandia          | 9             | ~1000              | 60°09′N 20°06′E/60,150000 20,100000     |
| Mien             | Kronoberg, Szwecja                  | 9             | 121,0 ± 2,3        | 56°25′N 14°52′E/56,416667 14,866667     |
| Iljinec          | Obwód winnicki, Ukraina             | 8,5           | 378 ± 5            | 49°07′N 29°06′E/49,116667 29,100000     |
| Neugrund         | Estonia                             | 8             | ~535               | 59°20′N 23°40′E/59,333333 23,666667     |
| Vepriai          | Litwa                               | 8             | >1600 ± 10         | 55°05′N 25°35′E/55,083333 25,583333     |
| Lockne           | Jämtland, Szwecja                   | 7,5           | ~458               | 63°00′N 14°49′E/63,000000 14,816667     |
| Söderfjärden     | Finlandia                           | 6,6           | ~600               | 63°02′N 21°35′E/63,033333 21,583333     |
| Kursk            | Obwód kurski, Rosja                 | 6             | 250 ± 80           | 51°42′N 36°00′E/51,700000 36,000000     |
| Sääksjärvi       | Finlandia                           | 6             | ~560               | 61°24′N 22°24′E/61,400000 22,400000     |
| Gardnos          | Buskerud, Norwegia                  | 5             | 500 ± 10           | 60°39′N 9°00′E/60,650000 9,000000       |
| Mizarai          | Litwa                               | 5             | 500 ± 20           | 54°01′N 23°54′E/54,016667 23,900000     |
| Dobele           | Łotwa                               | 4,5           | 290 ± 35           | 56°35′N 23°15′E/56,583333 23,250000     |
| Kärdla           | Estonia                             | 4             | ~455               | 59°01′N 22°46′E/59,016667 22,766667     |
| Suvasvesi N      | Finlandia                           | 4             | <1000              | 62°42′N 28°10′E/62,700000 28,166667     |
| Suvasvesi S      | Finlandia                           | 3,8           | >700               | 62°36′N 28°13′E/62,600000 28,216667     |
| Steinheim        | Bawaria, Niemcy                     | 3,8           | 15 ± 1             | 48°41′N 10°04′E/48,683333 10,066667     |
| Zełenyj Haj      | Obwód kirowohradzki, Ukraina        | 3,5           | 80 ± 20            | 48°04′N 32°45′E/48,066667 32,750000     |
| Zapadnaja        | Obwód winnicki, Ukraina             | 3,2           | 165 ± 5            | 49°44′N 29°00′E/49,733333 29,000000     |
| Granby           | Östergötland, Szwecja               | 3             | ~470               | 58°25′N 14°56′E/58,416667 14,933333     |
| Gusiew           | Obwód rostowski, Rosja              | 3             | 49,0 ± 0,2         | 48°26′N 40°32′E/48,433333 40,533333     |
| Iso-Naakkima     | Finlandia                           | 3             | >1000              | 62°11′N 27°09′E/62,183333 27,150000     |
| Ritland          | Hjelmeland, Norwegia                | 2,7           | 520 ± 20           | 59°14′N 6°26′E/59,233333 6,433333       |
| Rotmistriwka     | Obwód czerkaski, Ukraina            | 2,7           | 120 ± 10           | 49°00′N 32°00′E/49,000000 32,000000     |
| Miszyna gora     | Obwód pskowski, Rosja               | 2,5           | 300 ± 50           | 58°43′N 28°03′E/58,716667 28,050000     |
| Tvären           | Södermanland, Szwecja               | 2             | ~455               | 58°46′N 17°25′E/58,766667 17,416667     |
| Karikkoselkä     | Finlandia                           | 1,5           | ~230               | 62°13′N 25°15′E/62,216667 25,250000     |
| Saarijärvi       | Finlandia                           | 1,5           | >600               | 65°17′N 28°23′E/65,283333 28,383333     |
| Hummeln          | Kalmar, Szwecja                     | 1,2           | ~467               | 57°22′N 16°15′E/57,366667 16,250000     |
| Målingen         | Jämtland, Szwecja                   | 1             | ~458               | 62°55′N 14°33′E/62,916667 14,550000     |
| Kaali kraater    | Estonia                             | 0,11          | 0,004 ± 0,001      | 58°24′N 22°40′E/58,400000 22,666667     |
| Morasko          | Województwo wielkopolskie, Polska   | 0,1           | <0,01              | 52°29′N 16°54′E/52,483333 16,900000     |
| Ilumetsa         | Estonia                             | 0,08          | ~0,0066            | 57°58′N 27°25′E/57,966667 27,416667     |

¹ Podana średnica jest najlepszym obecnym oszacowaniem średnicy mierzonej od krawędzi do krawędzi krateru i nie obejmuje strefy całkowitych zniszczeń na zewnątrz krateru. W literaturze często można znaleźć inne wartości, wynikające z przyjęcia innej definicji, np. z uwzględnienia zewnętrznego pierścienia struktury wielopierścieniowej.

## Domniemane kratery uderzeniowe
Struktury, które są podejrzewane o pochodzenie meteorytowe, ale nie ma co do tego zgody w środowisku naukowym.
| Nazwa            | Położenie                       | Średnica (km) | Wiek (miliony lat) | Współrzędne geograficzne            |
| ---------------- | ------------------------------- | ------------- | ------------------ | ----------------------------------- |
| Azuara           | Aragonia, Hiszpania             | 35-40         | 30-40              | 41°15′N 1°05′W/41,250000 -1,083333  |
| Podlesie         | Polska                          | 3,5           | 40-60              | 50°45′N 22°46′E/50,750000 22,766667 |
| Krater Silverpit | Morze Północne, Wielka Brytania | 2,4           | 45-74              | 54°14′S 1°51′E/-54,233333 1,850000  |